# 闇亭寺
闇亭寺位于福建省永泰县盖洋乡东北14公里赤岭村，寺产东邻上洋，西接赤岭、丹峰，南界尤溪县岐尾，北隔倒流溪与长庆下漈能仁寺相邻，迄今已300多年。全寺总面积1000多平方米。现有大厅佛殿、观音楼、念经堂、藏经楼、菜堂等建筑物，主体为清建筑风格，土木结构，布局严谨，古朴风雅。供卢公祖师和观世音菩萨像。

## 寺庙历史
闇亭寺始建于康熙二年（1663年）。正殿左侧有卢兴邦镌刻的石碑一块，文曰：“……隔溪烟火数家，绕殿岚光一色。乃一方之古迹，亦百代之名区，往古有一观音殿在焉，不知创于何时何代。” 这里群山环抱，层峦叠嶂，山清水秀，景色清幽。
清顺治十年（1658年）五月十九日永泰卢意诚在此削发为僧皈依佛门，在闇然亭（即观音亭）修道6年，辟谷不食。后于康熙二年九月十九日在此火化，是年四十二岁，乡人将其骨塑于座像中，称卢公佛像。之后安宁、吉坑、歧美等四保首倡，由吉安张姓捐赠山场扩建，名曰“闇亭寺”，自此配祀卢公祖师于观音佛祖殿前。
清道光五年（1825年）和光绪十八年（1892年）均有重修。
民国十八年（1929年），寺庙历经风霜剥蚀，衰颓而栋腐。住持僧性慰和尚与五保各方人士商议，化缘集资30000多银元，扩充旧址，倒堂重建，形成左右新楼，主殿按原貌扩建修葺。
1959年1月列为县文物保护单位。
1981年秋，住持僧磬扬和尚再予修葺，补塑卢公祖师和观世音菩萨像。
1983年10月31日，方广岩与闇亭寺重新开放。
闇亭寺右3里有尼姑庵。建于清光绪三十年（1904年） 冬，系僧性懋和尚修建，全为土木结构，有左右耳房，中间大殿宽10.9米，深22.9米，高9.2米，已大部损坏。

## 寺庙结构
闇亭寺整体为重檐悬山顶式木构建筑，占地面积4000多平方米，建筑面积约1550平方米。
由主殿、观音殿、钟鼓楼、地藏王殿、诵经楼、斋膳馆、小公园及山门所组成。
观音殿祀观音大士、祖师殿祀开山祖师卢公像。
大门上悬挂“闇亭禅寺”匾额，正厅中植四根圆柱，柱挂两幅鎏金暗龙楹联。
神龛全部雕刻精湛的屏风装饰，古色古香，精美绝仑。
主殿左右分立钟鼓楼，庄严古朴。
寺前围有照壁，上书“峰回路转”，背书“月印潭心”。
下埕墙柱有一联为：“闇潭水涌天心月”，相传为朱熹当年隐居此地时偶得，并由上山采药老和尚模仿镌刻于此。下联为“转山石卷岭头云”，相传几百年后，由明末中仙举人张孝先巧续，并留下一个美丽的传说。
寺前右侧为山门，上书“回头是岸”。左侧新盖一幢“地藏王殿”，祀地藏菩萨。
“文革”伊始，寺内佛像遭永泰造反派捣毁殆尽，寺僧仅存一二。
迨至1981年，寺住持僧杨道明（法号磬扬，原籍江西省兴国县人），重邀五保各甲人士商议，按原貌修复。

## 寺庙现状
闇亭寺有大厅佛殿、观音楼、念经堂、一经楼、菜堂等建筑物和普陀岩等，建筑物均系土木结构，严谨大方，古朴风雅。大部分保持清代建筑格调。近年又建一座土木结构两层招待所。全寺总面积达1000多平方米。
住持是释常戒法师。师承释廣達法师。

## 卢公祖师
卢公，被称祖师。俗名卢尔诚。据传说，他自幼执意皈依佛门，母不允，直至而立之年。一日，他私自出门，母亲担心，就一路尾随，直到闇亭寺，他已剃度。他只出家6年，便圆寂。
民间传说，他在祈雨保民方面做了很多贡献。后人为其塑像，供奉在闇亭寺。如今，信众遍布八闽，各县每年都有“请香”活动，以此表达保境安民之宏愿。

## 景观看点
南宋时，朱熹曾路过暗山，题句于暗潭石崖：“暗潭水涌天心月”，后无名氏对句：“转山石卷岭头云”。清代建寺后，把这对句作为对联刻于寺大门两边。
暗亭寺距县城83公里，素有“暗地生辉”之美誉，寺前雄峰矗立，寺后乔木并茂，郁郁暗然，故有“暗山”之称，山脚倒流溪有三个深潭曰：“暗潭”。能仁寺在下游10公里，现有占地360多亩。二寺主持僧交流频繁。
进暗亭禅寺小车可从盖洋方向，步行可择长庆下际方向古驿道上山。暗亭禅寺附近的赤岭金矿，不但富裕一方，而且还成为一道旅游景观。中埔古寨占地数千多平方，规模宏大，结构为外石墙，内木构，多座进深，有天井、水井、过道、排水、防盗、防火等设施。离此亦不远。莲峰阁尚存，可惜长庆尾洋古阁倒塌，只有遗迹。暗亭禅寺周边有古树名木分布。寺常年有僧人和菜友主持看。

## 景点奇闻
暗亭寺有值得一提的奇观，比如卢公殿虽居几棵大树之下，屋面瓦顶从未见有枯枝败叶，僧人也从未清扫，实可称奇。寺内“甘露雨来”，泉水清淡甘甜，春夏秋冬，不涸不溢，故有“水不干”之誉。

## 赞赏诗句
钟如开创辟道场，性懋重兴寺更光。
文革十年遭劫运，磬扬修复换新装。